# 元安川

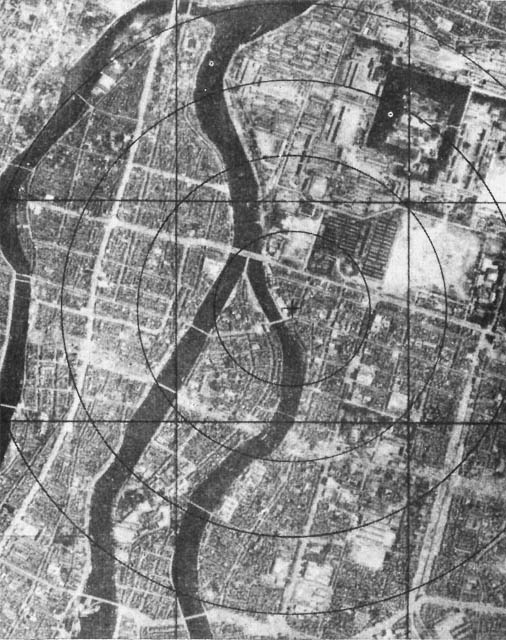
原爆投下前の市中央部。同心円の中心が爆心地。
中央付近から右へ分流する川が元安川。

元安川（もとやすがわ）は、太田川水系の分流で、広島県広島市を流れ広島湾に注ぐ一級河川。太田川が形成する広島デルタの6河川のうちの1つ。

## 地理
広島市中区内を流れる川であり、広島市中区中島町と同区大手町1丁目（相生橋）の旧太田川左岸で分派し、同区吉島新町と同区南千田西町の間で、同様に旧太田川の分流である京橋川と合流し、広島湾に注ぐ。

## 歴史・行事
川の名は旧太田川との分岐点よりやや下流に架けられている元安橋に由来する。
元安川では1945年8月6日に原爆が落とされた際、熱線や放射線・爆風で傷ついた多数の被爆者たちが水を求めてこの川まできて亡くなったため、毎年8月6日夜には犠牲者を弔う灯籠流しがおこなわれる。
また、元安橋付近の左岸側は「元安川オープンカフェ」として整備され、飲食店が出店している。河川遊覧船と「世界遺産航路」の元安桟橋がある。
元安川桟橋からその舟が出る。平和大橋下流側には、かき船が2隻営業している。

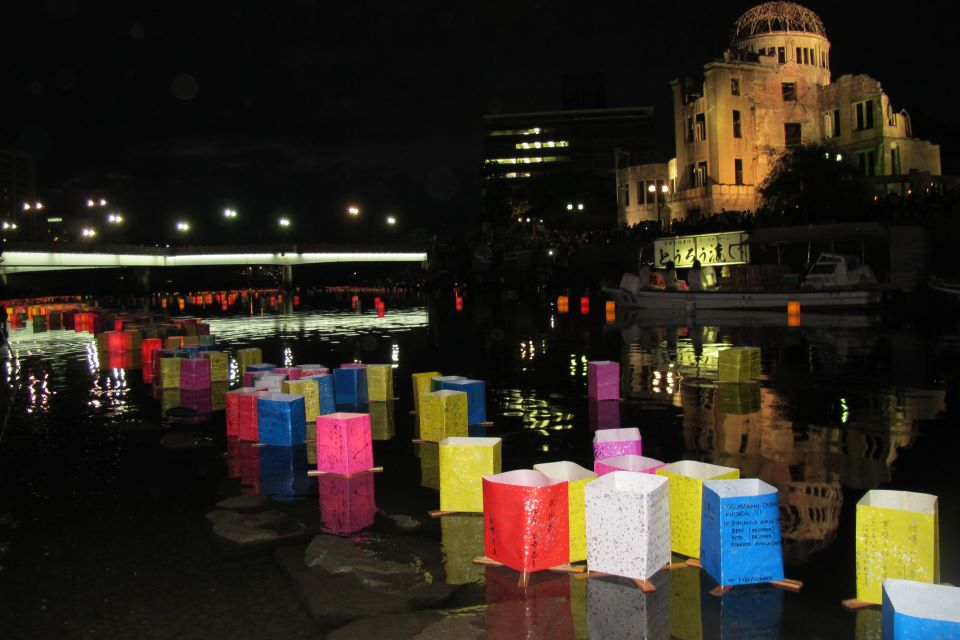
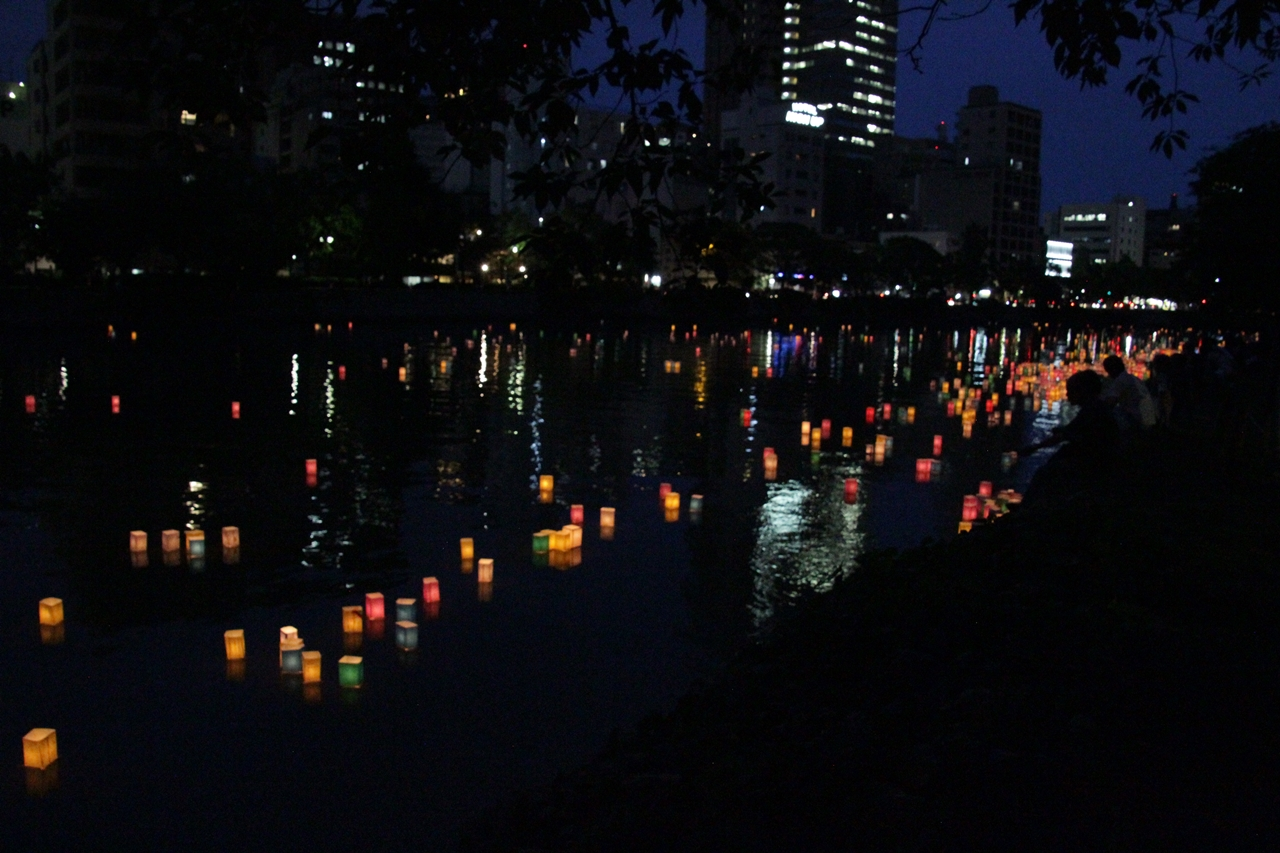
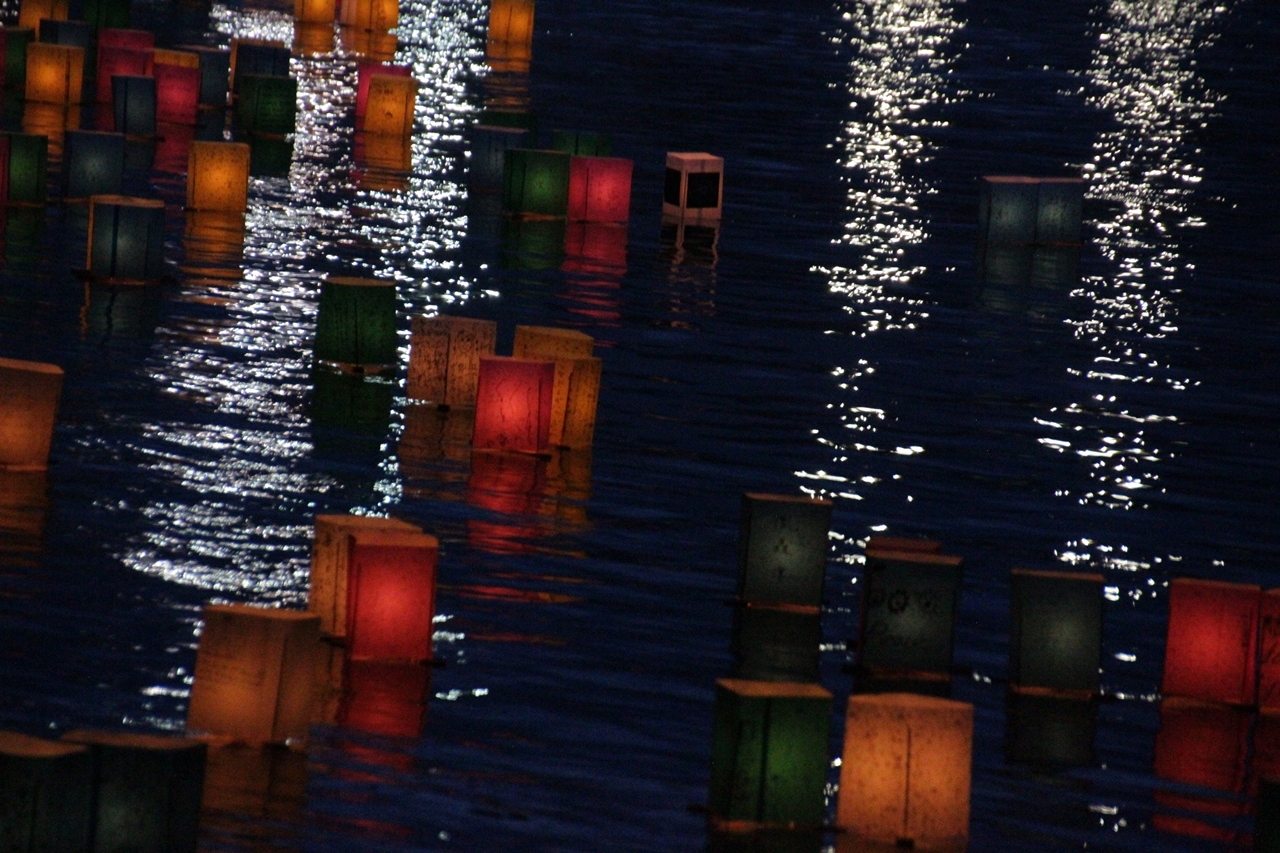
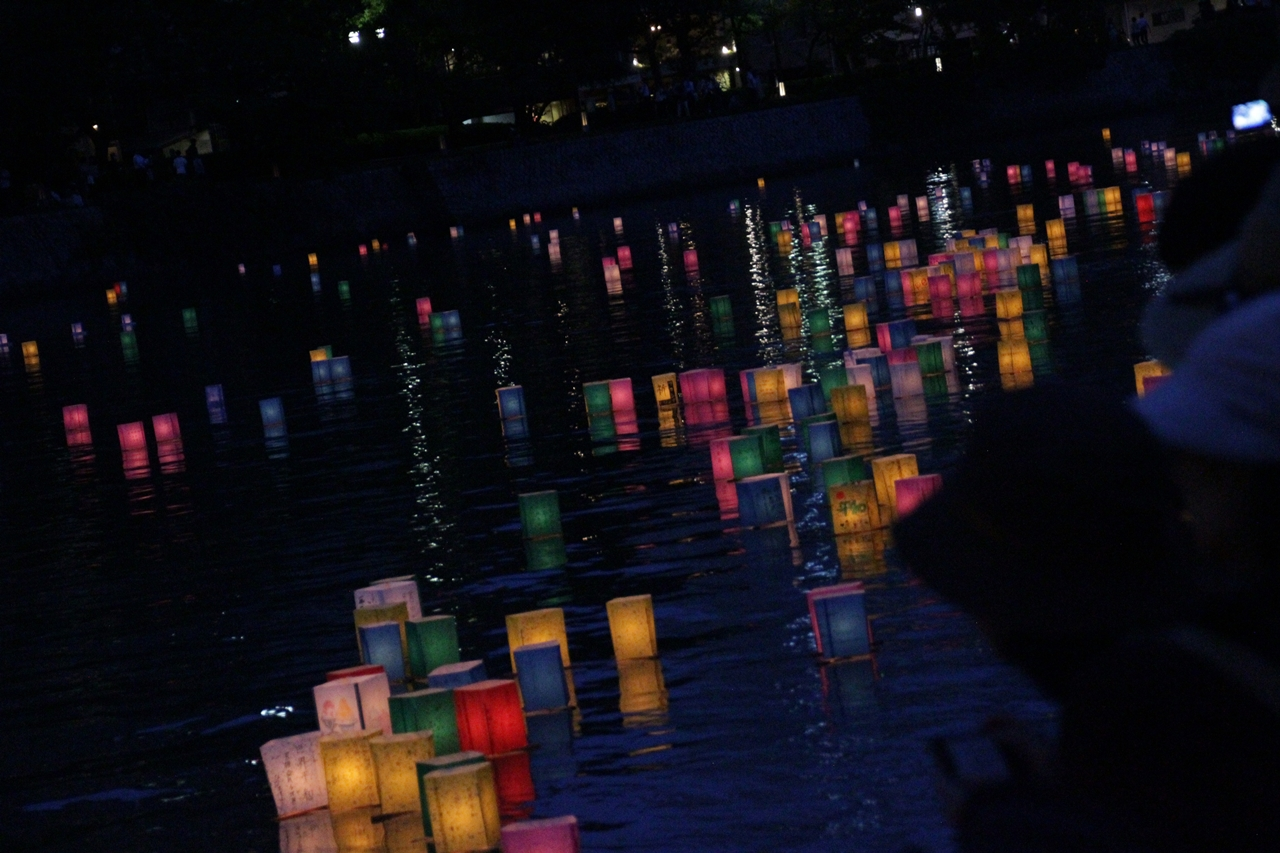
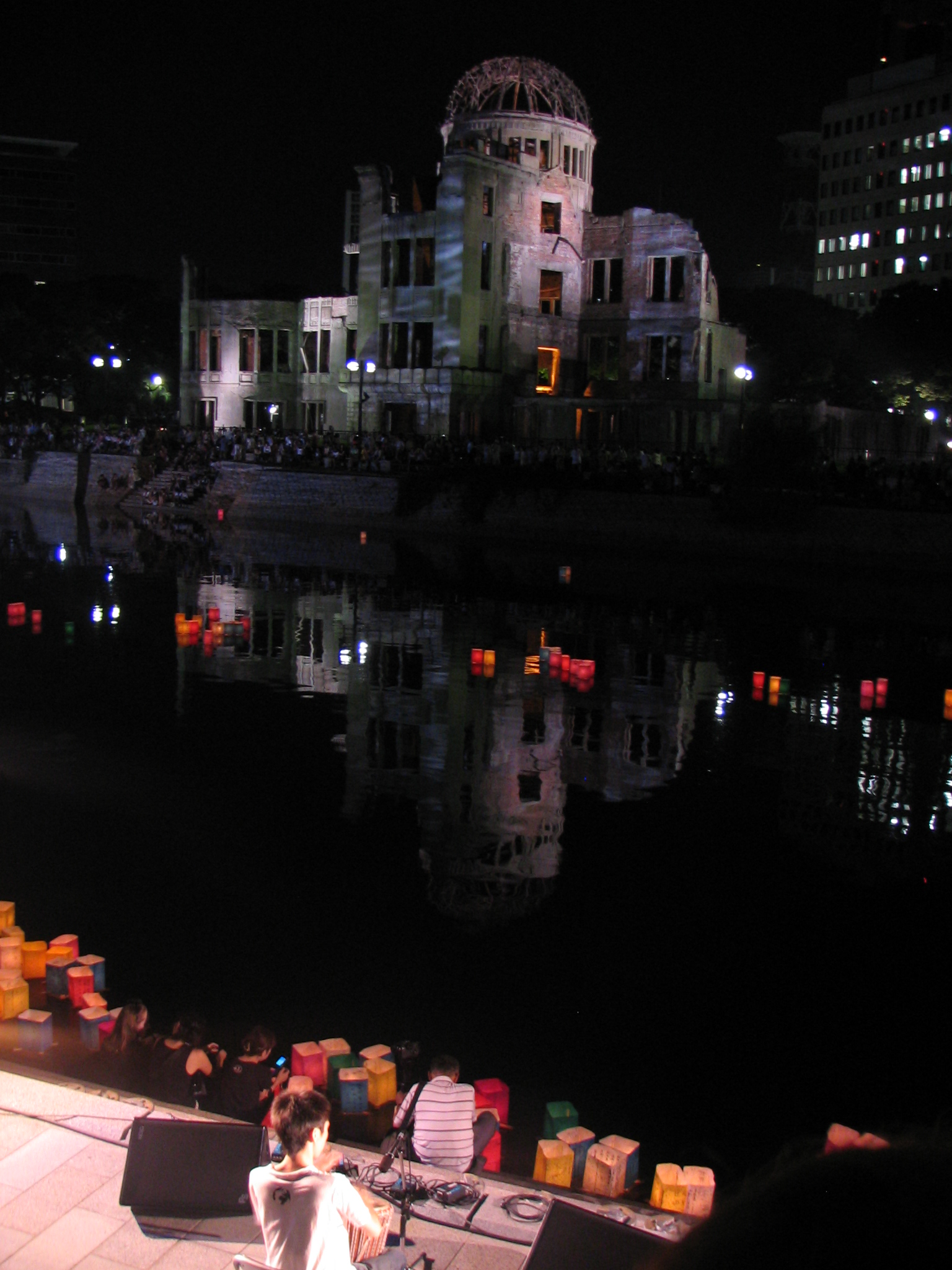
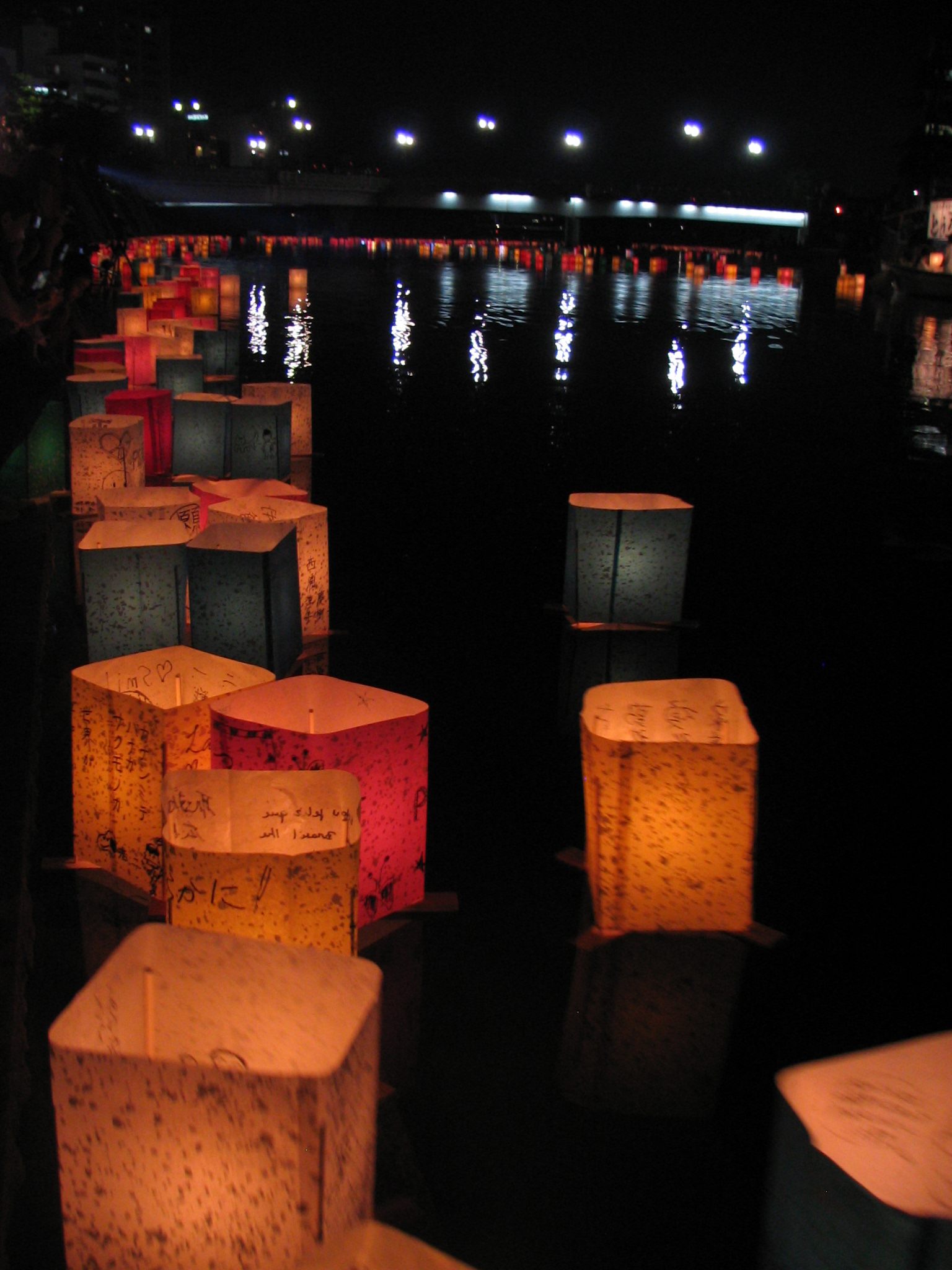

## 橋梁
上流より記載。
| 施設名     | 種類 | 路線名                              | 備考                    | 備考 | 備考 | 備考 | 備考 |  |
| 施設名     | 種類 | 路線名                              |                         | 1    | 2    | 3    | 4    |  |
| ---------- | ---- | ----------------------------------- | ----------------------- | ---- | ---- | ---- | ---- |  |
| 元安橋     | 鋼橋 | 広島市道中1区218号線                | 旧「元康橋」 旧西国街道 | ○    |      |      | ○    |  |
| 平和大橋   | 鋼橋 | 広島市道比治山庚午線 （平和大通り） | 旧「新橋」              | ○    | ☓    |      | ○    |  |
| 万代橋     | 鋼橋 | 広島市道中1区278号線                | 旧呼称「県庁橋」        | ○    |      |      | ○    |  |
| 新明治橋   | 鋼橋 | 国道2号 （新広島バイパス）          |                         |      |      |      | ○    |  |
| 明治橋     | 鋼橋 | 広島市道中1区328号線                | 旧国道2号               | ○    |      | ☓    | ○    |  |
| 南大橋     | PC橋 | 広島市道駅前吉島線                  |                         | ○    |      | ☓    | ○    |  |
| 南千田橋   | 鋼橋 | 広島市道霞庚午線                    |                         |      |      |      | ○    |  |
| 元安川大橋 | 鋼橋 | 広島高速3号線 （広島南道路）        |                         |      |      |      | ◯    |  |

- 備考欄について
  - 1：戦前からある橋に○
  - 2：1945年8月6日広島市への原子爆弾投下により落橋したものに☓
  - 3：1945年9月枕崎台風あるいは同年10月阿久根台風により落橋したものに☓
  - 4：戦後に架橋あるいは再架橋したものに○